# Rysk-ortodoxa kyrkan i Sverige

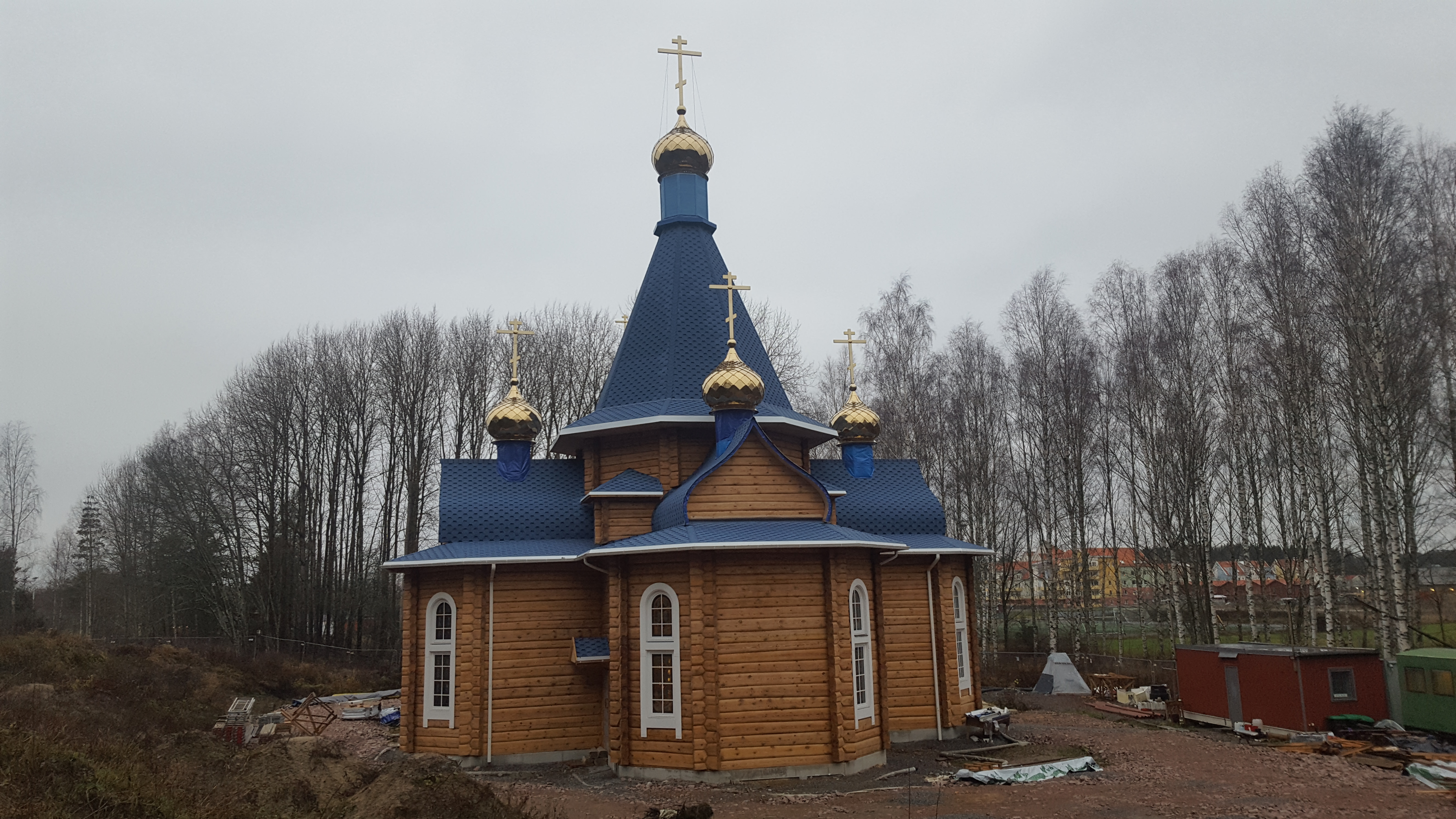
Heliga Guds moderns av Kazan kyrka i Västerås.

Rysk-ortodoxa kyrkan i Sverige (ryska: Русская православная церковь в Швеции; kyrkslaviska bokstäver: Рꙋ́сскаѧ правосла́внаѧ це́рковь въ Швецїи) är en del av den Rysk-ortodoxa kyrkan (Moskvapatriarkatet) som verkar i Sverige sedan år 1992.

## Historik
2021 hade kyrkan åtta församlingar och betjänade 1400 personer. Kyrkan har varit en del av Sveriges kristna råd (SKR) sedan 1999.

## Församlingar
- Helige Sergij av Radonezh, 1992, Stockholm
- Heliga Gudmoders ikon av Kursk, Malmö[4]
- Den Heliga Gudsmoders Beskydd, Göteborg
- De Heliga Apostlarna Petrus och Paulus, 2003, Umeå[5]

## Bilder

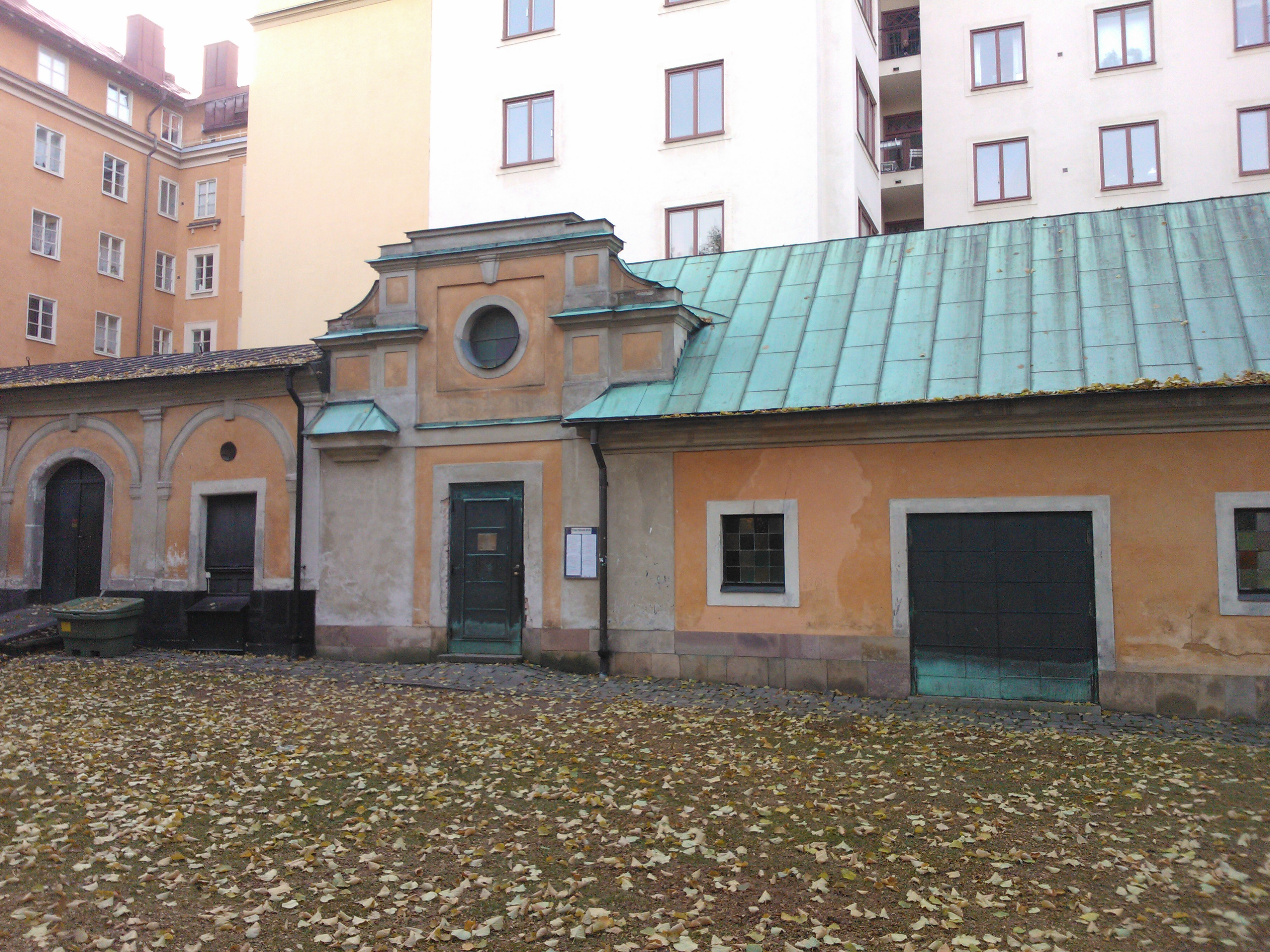
Helige Sergij av Radonezh kyrka i Stockholm.